# Hans Mes
Hans Mes (Utrecht, 9 december 1950) is een Nederlands beeldhouwer.

## Leven en werk
Mes studeerde van 1973 tot 1979 aan de Academie Minerva in Groningen in de studierichtingen beeldhouwen en monumentale vormgeving. Zijn atelier bevindt zich in de stad Groningen, maar hij werkt wereldwijd op locatie. 
Mes maakt als beeldhouwer sculpturen in brons en steen, maar gebruikt daarnaast ook andere materialen, zoals koper en staal. Een groot deel van zijn werken is geplaatst in Noord-Nederland. Buiten Nederland is er werk van Mes te vinden in onder andere België, Duitsland, China, Hongkong, Singapore en Turkije.

## Werken in de openbare ruimte (selectie)
- Schildwacht (1975), Bourtange
- Monsterverbond (1975), Cromstrijen

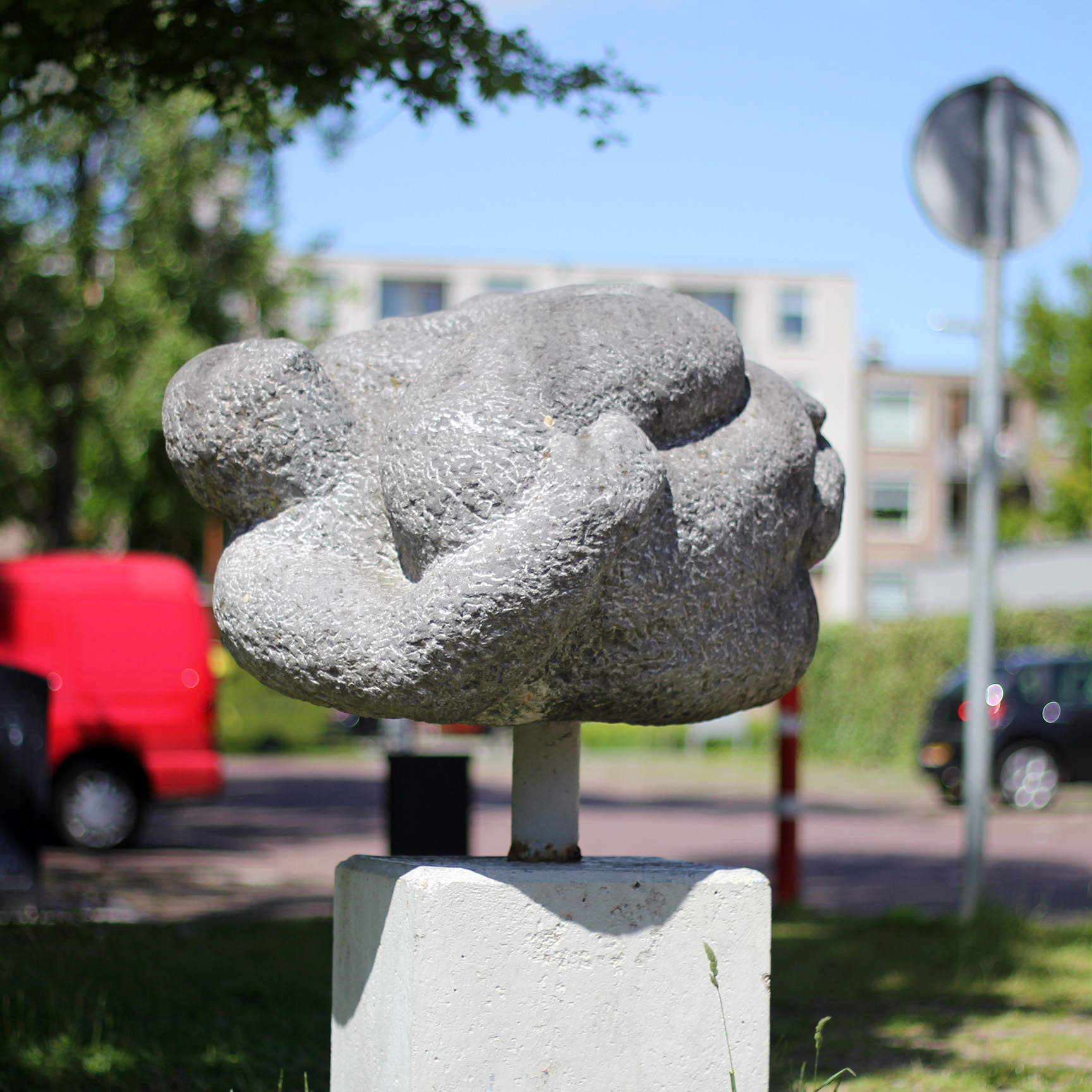
Worstelaars (1979) aan de Eikenlaan 290 in Groningen
- Dreckschnabel (1984), Eeldersingel, Groningen
- Man in ligstoel (1984), Floresplein in Groningen
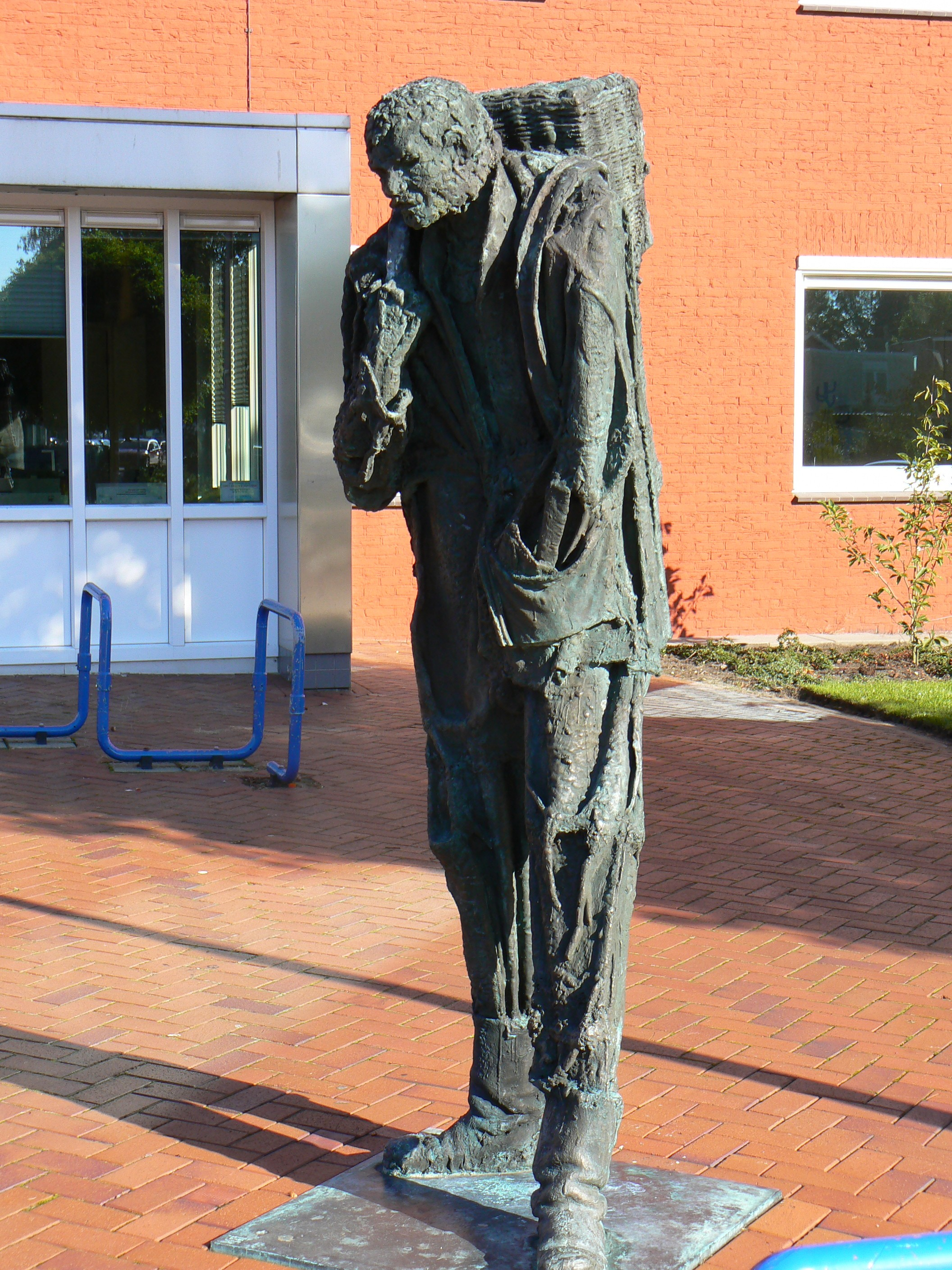
Man met hondenkar (1985), Oude Pekela
- Kiepkerel (1986), Oude Pekela
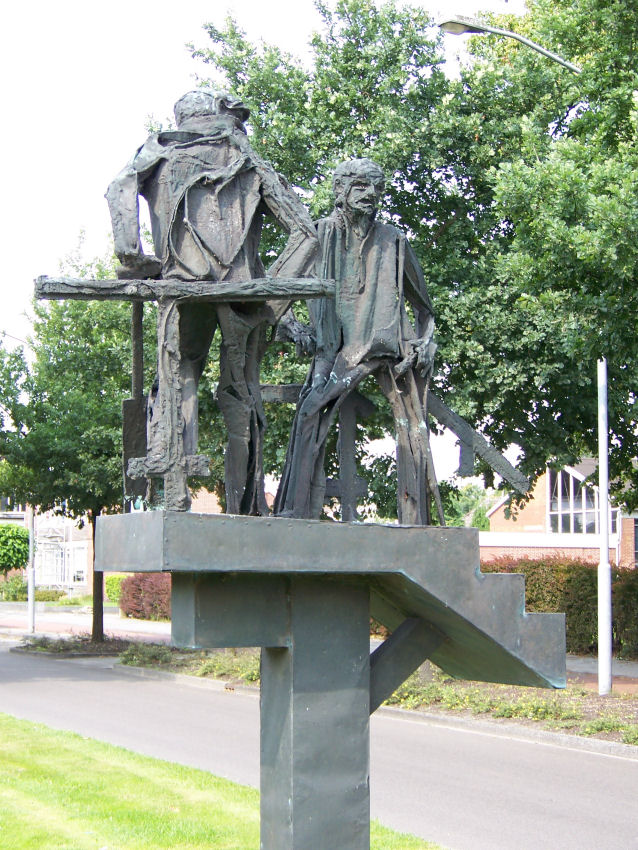
Veengravers (1987), Noorderstraat, Sappemeer
- Scheepsjagers (1987), Oude Pekela
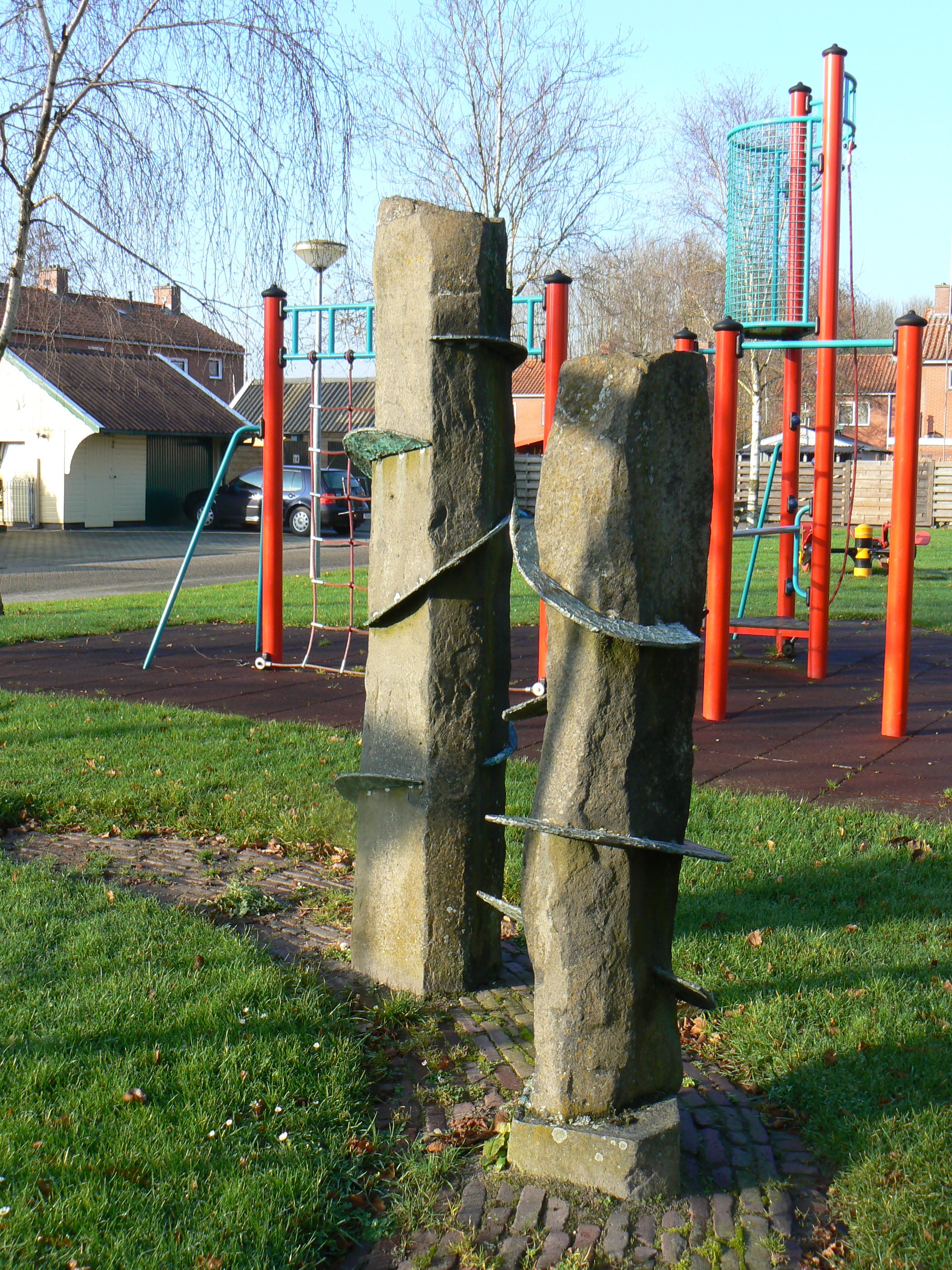
Steenpers (1990), Oostwold
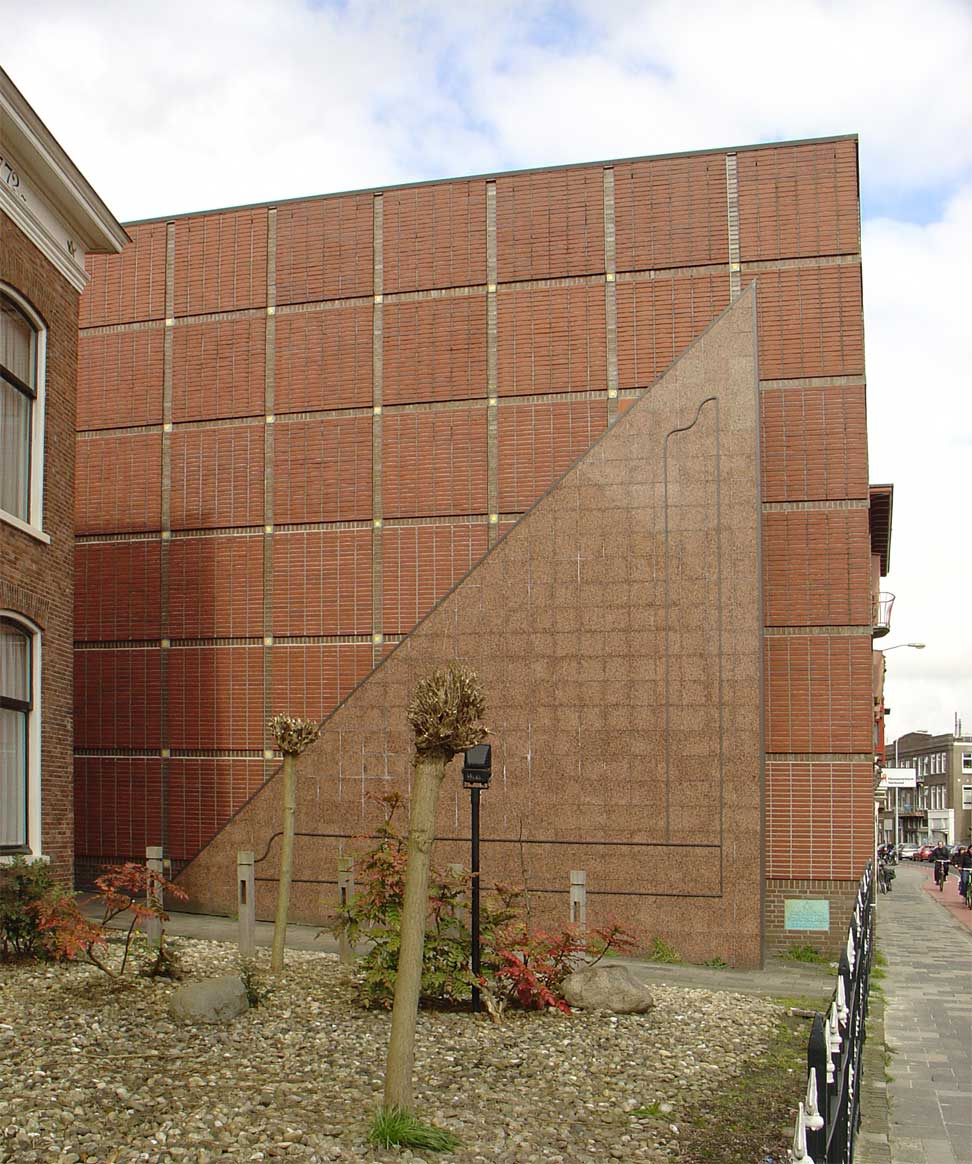
Winkelhaak (1992), Groningen
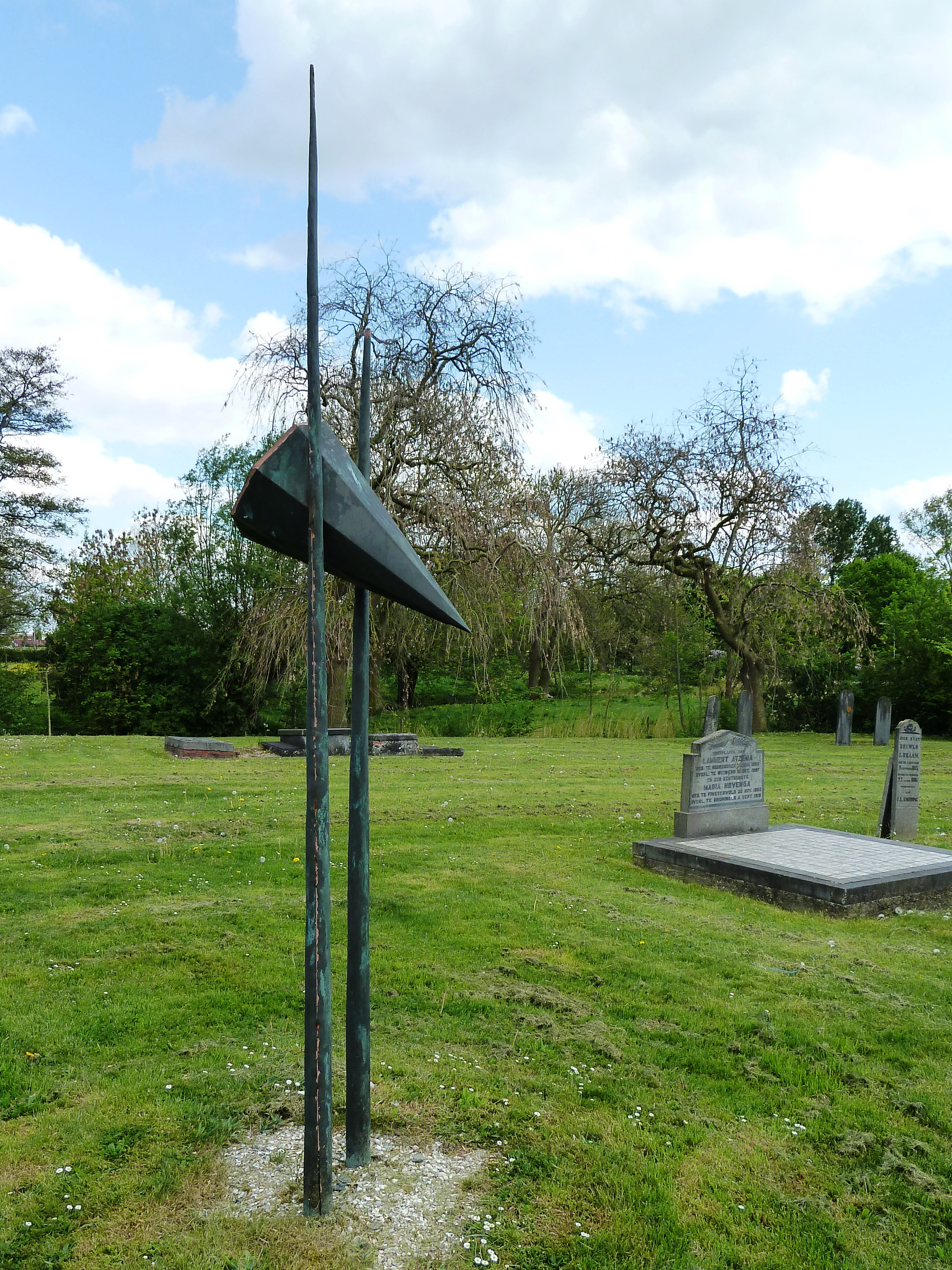
Torenmonument (1993), Weiwerd
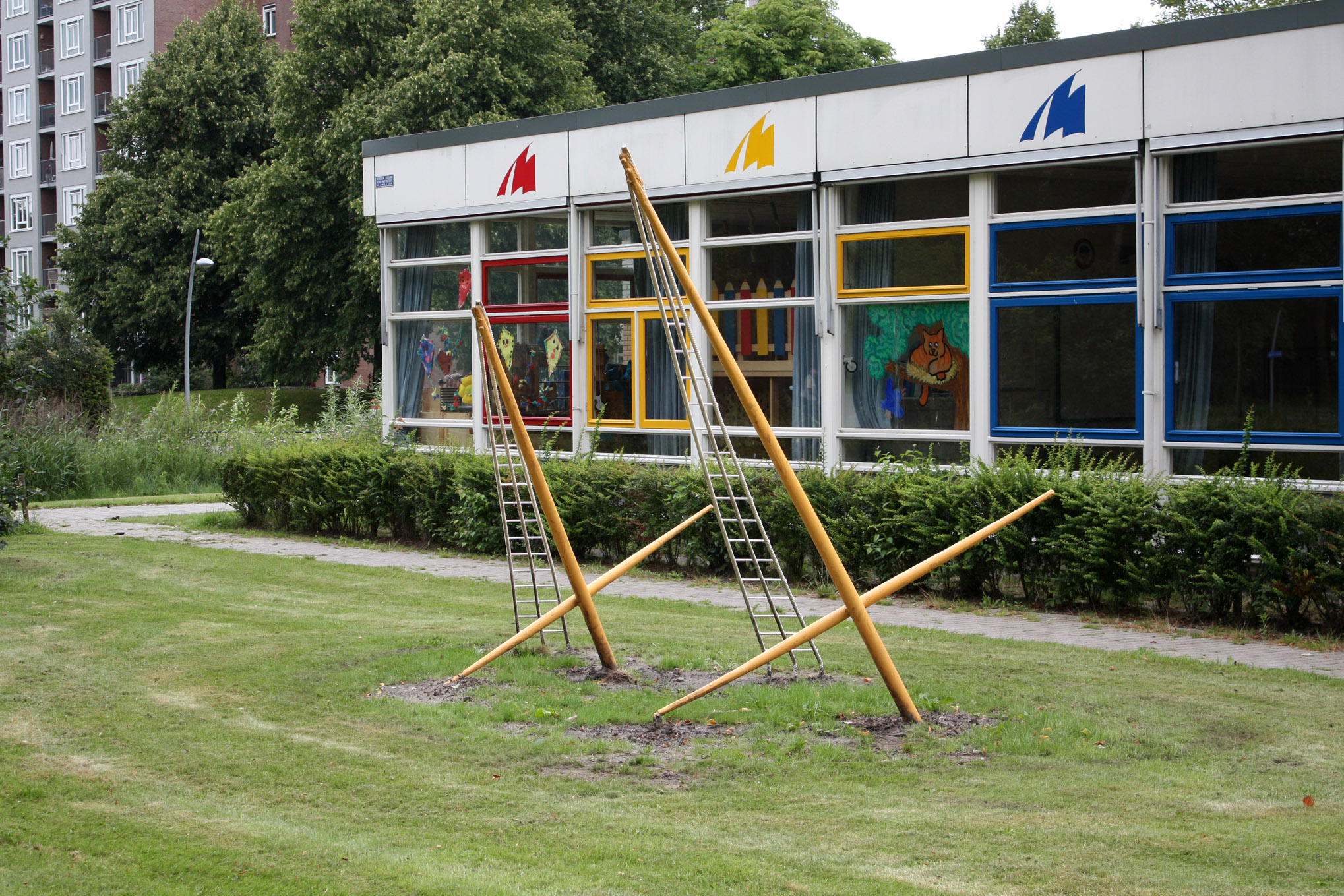
Tweemaster (1995), Groningen
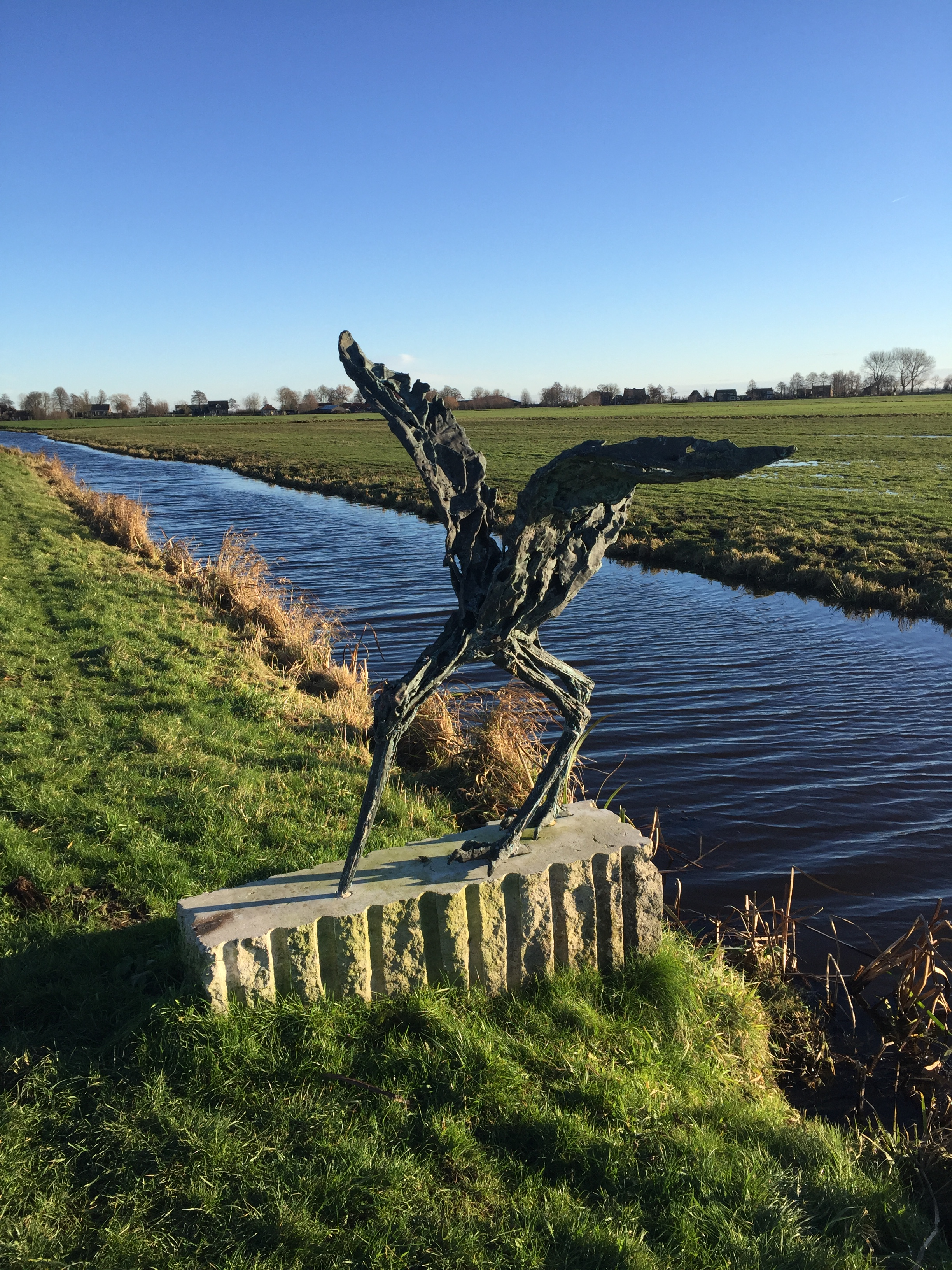
Grutto (Zoeterwoude)

- Fierljepper (1995), Drachten
- Federa (1992) aan de Hoofdweg, Paterswolde
- Joh. van Vloten (1996), Deventer
- De Sprong (1998), in Zhuhai, China
- Veenvaart (2000) aan de Cingelkolk in Zwartsluis
- Jan Gerko Wiebenga (2000), Petrus Driessenstraat in Groningen
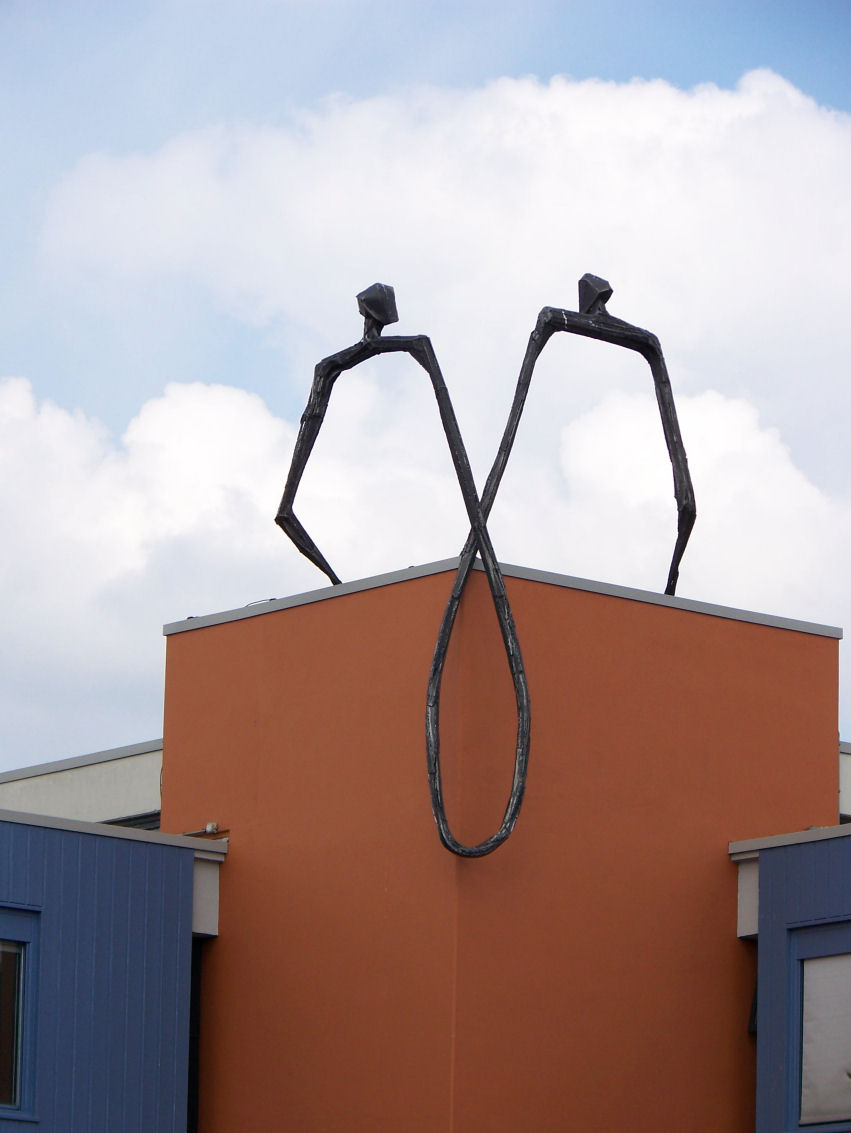
Gamma (2001), Zernikeplein, Groningen
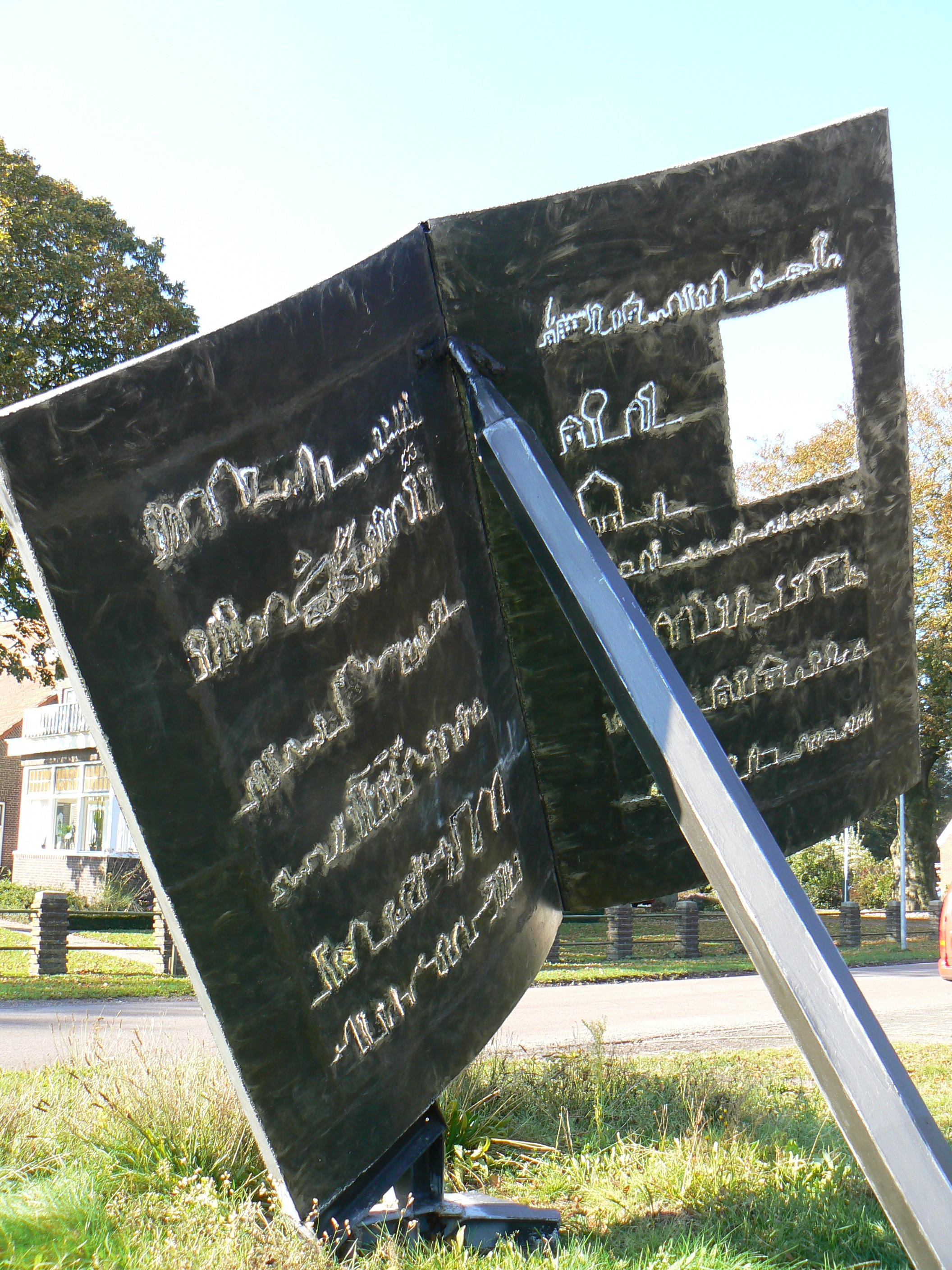
Toegangspoorten en Verhaal van de verten (open boek) (2002) in Borgercompagnie
- Vogelvrij-3 (2004), Groningen

## Galerij
- Worstelaars (1979),
Groningen
- Kiepkerel (1986),
Oude Pekela
- Veengravers (1987),
Sappemeer
- Steenpers (1990),
Oostwold
- Winkelhaak (1992),
Groningen
- Torenmonument (1993),
Weiwerd
- Tweemaster (1995),
Groningen
- Grutto (Zoeterwoude)
- Gamma (2001),
Groningen
- Verhaal van de verten (2002),
Borgercompagnie